# Хингли, Рональд
Рональд Фрэнсис Хингли (26 апреля 1920, Эдинбург — 23 января 2010) — английский учёный, переводчик и историк, специализирующимся на русской истории и литературе.
Хингли был переводчиком и редактором девятитомного собрания произведений Чехова, опубликованного издательством Oxford University Press в период с 1974 по 1980 годы (известного как «Оксфордский Чехов»). Он также написал множество книг, в том числе биографии Чехова, Достоевского, Сталина и Бориса Пастернака. Получил премию Джеймса Тейта Блэка за биографию 1976 года «Новая жизнь Антона Чехова». Также перевел несколько произведений русской литературы, в том числе классический роман Александра Солженицына «Один день из жизни Ивана Денисовича», который Хингли перевёл в соавторстве с Максом Хейвордом.
Был членом руководящего совета Колледжа Святого Антония в Оксфорде с 1961 по 1987 годы и почетным научным сотрудником с 1987 года.

## Избранные работы
- A Concise History of Russia (1972)
- Russia : A Concise History (1991)
- A Life of Chekhov (Oxford Lives) (1989)
- A New Life of Anton Chekhov (1976)
- Pasternak (1983)
- Dostoyevsky, his life and work (1978)
- Joseph Stalin: Man and Legend (Leaders of Our Time) (1974)
- The Undiscovered Dostoyevsky (1962)
- Nightingale fever: Russian poets in revolution (1981)
- Russian Writers and Society in the Nineteenth Century (1977)
- Russian Writers and Soviet Society, 1917—1978 (1979)
- The Russian Secret Police: Muscovite, Imperial Russian and Soviet Political Security Operations (1970)
- A People in Turmoil: Revolutions in Russia (1973)
- The Russian Mind (May 25, 1978) — «An extensive, anecdotal exploration of the Russian mind and character portrays salient behavior traits and attitudes and examines characteristic social and cultural phenomena.»
- Russian Revolution (Bodley Head Contemporary History) (Oct 22, 1970)
- The Tsars, Russian Autocrats, 1533—1917 (1968)
- Czars (1973)